# 川辺町 (横浜市)
川辺町（かわべちょう）は神奈川県横浜市保土ケ谷区の町名。丁番を持たない単独町名である。住居表示未実施区域。面積は0.217km2。

## 地理
保土ケ谷区の東部に位置し、南西に星川、南に神戸町、南東に天王町、北に峰岡町、北東に宮田町、北西に和田と接している。国道16号と帷子川左岸にはさまれた一帯、および帷子川右岸の横浜市立帷子小学校の敷地の大半が町域となる。区役所や横浜市消防局の入る保土ケ谷区総合庁舎、保土ケ谷警察署、保土ヶ谷郵便局、NTT東日本保土ケ谷ビル（旧保土ケ谷電報電話局）、横浜市営バス保土ケ谷営業所などが立ち並ぶ、保土ケ谷区の行政の中心地である。川辺公園・帷子川プロムナードは1995年度に市のまちなみ景観賞を受賞した。

## 歴史

### 沿革
- 1940年（昭和15年）11月1日 - 峰岡町字中通、峰岡町字川辺、宮田町字中通から川辺町を新設設置。町名は字から採られた[7]。
- 1974年（昭和49年）3月6日 - 天王町の一部を編入。川辺町の一部を峰岡町へ編入。宮田町との境界の調整[9]。
- 1976年（昭和51年）7月10日 - 天王町の一部を編入[9]。
- 1976年（昭和51年）11月29日 - 星川町、和田町の各一部を編入。川辺町の一部を星川一丁目、和田町一丁目へ編入[9]。

### 工業
第二次世界大戦で焼失するまで、川辺町一帯には富士瓦斯紡績の大規模な紡績工場があった。1896年（明治29年）に東京市日本橋区で創業した富士紡績は、1889年（明治22年）創業で西谷村上星川で絹綿紡績の生産を行っていた日本絹綿紡績を1903年（明治36年）に買収。1906年（明治39年）に、保土ケ谷町帷子（現在の川辺町）に約17ヘクタールの土地を取得し、工場の建設を開始した。この土地は耕地整理が終わったばかりで、帷子川の水運と工業用水が利用できる好適地であった。売買には岡野欣之助らが斡旋している。同じく1906年には富士紡績は東京瓦斯紡績と合併、富士瓦斯紡績に社名を改めた。新工場は1908年（明治41年）に完成。同社は酒匂川水系に自社の発電所を有し、余剰電力を供給したことが、周辺に程谷曹達や日本硝子などが進出するきっかけとなった。さらに大正時代には、田園都市社の洗足田園都市にも電力を供給した。この工場で開発された、経糸・緯糸とも絹紡糸を使用した「富士絹」は捺染着尺や裏地などに使用され、男性が富士絹のワイシャツを着こなすことは当時のお洒落であった。1911年（明治44年）の工員数は男性754人、女性2814人にのぼり、1920年（大正9年）には男女あわせて6000人を越える県内最大規模の工場であった。現在の天王町商店街にあたる紡績前通りは伊勢佐木町、鶴見区の潮田商店街に次ぐ賑わいと言われた。
女工の大半は地方出身者で、高温多湿や埃など労働条件は良好なものではなかった。1923年（大正12年）の関東大震災では煉瓦造りの工場と寄宿舎が倒壊、工員454人が死亡した。生産再開ののち、高知県出身の中平はぎ子（その後結婚して梅津姓となる）が女性労働運動家として尽力した。
第二次世界大戦が始まると、繊維産業は不要不急であるとされ、1943年（昭和18年）に操業を休止し航空機工場となった。1945年（昭和20年）には天王町や宮田町とともに空襲に遭い、工場は焼失。戦後はGHQに接収され、モータープールとなった。1958年（昭和33年）に接収は解除。跡地の一部は日本硝子のビン置き場として使用され、1968年（昭和43年）5月に保土ケ谷警察署が岩間町から移転。1969年（昭和44年）10月には区役所や保健所、横浜市消防局などが入る保土ケ谷区総合庁舎が竣工した。1972年（昭和47年）4月に横浜市営バス保土ケ谷営業所が開設。1977年（昭和52年）11月にはニチイ天王町店（天王町サティを経て、2011年よりイオン天王町店）が開店した。1964年～1968年ごろには自動車教習所「保土ケ谷モータースクール」（のちに保土ケ谷ドライビングスクールに改称）が開業したが、1996年（平成8年）ごろに営業を終了。現在は高層マンション「パークシティ横濱」となっている。
町の西側には日本精糖の創業地である工場があったが、2001年のフジ製糖との合併により閉鎖。跡地はコーナンに賃貸され、ホームセンターが営業している。

## 世帯数と人口
2025年（令和7年）6月30日現在（横浜市発表）の世帯数と人口は以下の通りである。
| 町丁   | 世帯数    | 人口    |
| ------ | --------- | ------- |
| 川辺町 | 2,508世帯 | 5,551人 |

### 人口の変遷
国勢調査による人口の推移。
| 年                 | 人口  |
| ------------------ | ----- |
| 1995年（平成7年）  | 2,125 |
| 2000年（平成12年） | 3,396 |
| 2005年（平成17年） | 4,450 |
| 2010年（平成22年） | 4,334 |
| 2015年（平成27年） | 5,275 |
| 2020年（令和2年）  | 5,491 |

### 世帯数の変遷
国勢調査による世帯数の推移。
| 年                 | 世帯数 |
| ------------------ | ------ |
| 1995年（平成7年）  | 833    |
| 2000年（平成12年） | 1,341  |
| 2005年（平成17年） | 1,760  |
| 2010年（平成22年） | 1,752  |
| 2015年（平成27年） | 2,180  |
| 2020年（令和2年）  | 2,395  |

## 学区
市立小・中学校に通う場合、学区は以下の通りとなる（2024年11月時点）。
| 番地               | 小学校             | 中学校             |
| ------------------ | ------------------ | ------------------ |
| 3〜4番地           | 横浜市立帷子小学校 | 横浜市立宮田中学校 |
| 1〜2番地 5番地以降 | 横浜市立峯小学校   | 横浜市立宮田中学校 |

## 事業所
2021年（令和3年）現在の経済センサス調査による事業所数と従業員数は以下の通りである。
| 町丁   | 事業所数 | 従業員数 |
| ------ | -------- | -------- |
| 川辺町 | 85事業所 | 2,762人  |

### 事業者数の変遷
経済センサスによる事業所数の推移。
| 年                 | 事業者数 |
| ------------------ | -------- |
| 2016年（平成28年） | 114      |
| 2021年（令和3年）  | 85       |

### 従業員数の変遷
経済センサスによる従業員数の推移。
| 年                 | 従業員数 |
| ------------------ | -------- |
| 2016年（平成28年） | 2,039    |
| 2021年（令和3年）  | 2,762    |

## 交通

### 道路
- 国道16号

## 施設
- 保土ケ谷区役所
- 保土ケ谷警察署
- 保土ヶ谷郵便局
- イオン天王町ショッピングセンター
- ホームセンターコーナン 保土ヶ谷星川店
- 中央労働金庫 星川支店
- 川辺公園
- 横浜市営バス保土ケ谷営業所

## その他

### 日本郵便
- 郵便番号 : 240-0001[3]（集配局：保土ヶ谷郵便局[25]）

### 警察
町内の警察の管轄区域は以下の通りである。
| 番・番地等 | 警察署         | 交番・駐在所 |
| ---------- | -------------- | ------------ |
| 全域       | 保土ケ谷警察署 | 宮田町交番   |